# Маркус Зуттнер
Маркус Зуттнер (нім. Markus Suttner, нар. 16 квітня 1987, Голлабрунн) — австрійський футболіст, лівий захисник віденської «Аустрії».

## Клубна кар'єра
Народився 16 квітня 1987 року в місті Голлабрунн. Починав займатися футболом у дитячій команді «Вуллерсдорф», згодом навчався у «Футбольній академії Франка Штронаха».
У дорослому футболі дебютував 2004 року виступами за другу команду клубу віденської «Аустрії», а з 2007 року почав грати за головну команду цього клубу. Відіграв за віденську команду наступні вісім сезонів своєї ігрової кар'єри. Граючи у складі віденської «Аустрії» здебільшого виходив на поле в основному складі команди, взявши участь у понад 200 іграх Австрійської Бундесліги.
У липні 2015 року за 700 тисяч євро досвідчений фланговий оборонець перейшов до німецького «Інгольштадт 04».

## Виступи за збірні
Протягом 2007–2008 років залучався до складу молодіжної збірної Австрії. На молодіжному рівні зіграв у 7 офіційних матчах.
2012 року дебютував в офіційних матчах у складі національної збірної Австрії. Наразі провів у формі головної команди країни 20 матчів.